# Isla Bruce
Isla Bruce (en ruso: Остров Брюса; Ostrov Brjusa) es una isla en la  Tierra de Francisco José, en Rusia. Su superficie es de 191 kilómetros cuadrados. El punto más alto de la isla está a 301 m. 
A excepción de un área muy pequeña en la costa occidental, la isla esta completamente cubierta de glaciares. Mys Pinegina es un cabo en la parte oriental. 
Esta isla fue nombrada en honor de Henry Bruce, que sucedió al conde de Northbrook como presidente de la Sociedad Geográfica Real (Royal Geographical Society).